# Harry Edward
Harry Francis Vincent Edward (Berlijn, 15 april 1898 - Augsburg, 8 juli 1973) was een uit Brits-Guiana afkomstige Britse atleet, die zich had toegelegd op de sprint. Hij nam deel aan de Olympische Spelen van 1920 in Antwerpen, waar hij zowel op de 100 als op de 200 m brons veroverde.

## Loopbaan
In Antwerpen liep Edward in de tweede ronde van de 100 m met zijn 10,8 s even snel als de drie Amerikaanse deelnemers. In de finale kon hij deze prestatie niet herhalen, ook al zorgde hij er met zijn derde plaats in 11,0 wel voor dat het geen volledige Amerikaanse aangelegenheid werd. Charles Paddock (eerste in 10,8) en Morris Kirksey (tweede in 10,8) moest hij weliswaar voor laten gaan, maar Jackson Scholz hield hij achter zich, ook al was het nipt. Voor beiden werd 11,0 afgedrukt.
Op de 200 m liep Edward in de tweede ronde met zijn 22,0 de snelste tijd van allemaal, wat hem tot favoriet voor de overwinning maakte. Die rol kon hij niet waarmaken en in 22,2 moest hij zijn meerdere erkennen in Allen Woodring (eerste in 22,0) en opnieuw Charles Paddock (tweede in 22,1). Voor de tweede maal hield hij echter de derde Amerikaan, Loren Murchison ditmaal, van het podium af.
Op de 4 x 100 m estafette maakte Harry Edward deel uit van het Britse team, dat in de finale zesde en laatste werd.
Edward veroverde tijdens zijn atletiekloopbaan in totaal zeven Britse titels op drie verschillende sprintafstanden.

## Titels
- Brits kampioen 100 yd - 1920, 1921, 1922
- Brits kampioen 220 yd - 1920, 1921, 1922
- Brits kampioen 440 yd - 1922

## Palmares

### 100 yd
- 1920:  Britse (AAA-)kamp. - 10,0 s
- 1921:  Britse (AAA-)kamp. - 10,2 s
- 1922:  Britse (AAA-)kamp. - 10,0 s

### 100 m
- 1920:  OS - 11,0 s (in 2e ronde 10,8 s)

### 200 m
- 1920:  OS - 22,2 s (in 2e ronde 22,0 s)

### 220 yd
- 1920:  Britse (AAA-)kamp. - 21,6 s
- 1921:  Britse (AAA-)kamp. - 22,2 s
- 1922:  Britse (AAA-)kamp. - 22,0 s

### 440 yd
- 1922:  Britse (AAA-)kamp. - 50,4 s

### 4 x 100 m
- 1920: 6e OS

- Gemeinsame Normdatei: 1324507926
- International Standard Name Identifier: 0000 0004 5549 2313
- Library of Congress Control Number: no2016009320
- Virtual International Authority File: 241145542617796640916
- WorldCat: E39PBJbH49PJmfH6wcqB7PJVYP